# Andreas Raub
Andreas Raub (* 18. September 1967 in Münster) ist ein deutscher freischaffender Künstler, Kunsthandwerker, Auftragsmaler und Grafiker. Er ist Mitglied der Deutsche Exlibris Gesellschaft e.V.

## Vita
Andreas Raub, Sohn der Germanistin Annelise Raub (1933–2015) und des Bibliothekars Wolfhard Raub (1936–2020), machte 1986 sein Abitur am Schillergymnasium und erlernte in Münster zunächst das Handwerk des Buchbinders. Von 1990 bis 1995 folgte ein Studium in Grafikdesign bei Marjan Vojska und Rolf Escher an der Fachhochschule Münster.

## Werke
Seine Werke sind vertreten in Galerien in Münster, Unna und Soest. Ferner sind seine Werke zu sehen in der Zeche Nachtigall, im Deutschen Bergbau-Museum Bochum und in der Stiftung Kakesbeck. 1997 gewann er den Bischof-Tenhumberg-Preis für ein weihnachtliches Ölbild. Er arbeitet vor allem als Auftragsmaler und Grafiker. 1995 schuf er sein erstes Exlibris, die in seinem weitere Schaffensprozess einen immer gewichtigeren Teil einnimmt. Auf die Frage, was ihm gerade an dieser Kunstform reize, antwortete er: 

„Es ist die anspruchsvolle Arbeit zwischen eigener Phantasie-Schöpfung und den Wünschen des Kunden“

 Weitere Schwerpunkte sind: Portraitmalerei, Wandmalerei sowie Buchillustrationen bei Unikaten. Obwohl hochwertige Exlibris auch am Computer gestaltet werden können und damit auch leichter zu reproduzieren sind, liegt ihm die Umsetzung des kreativen Gedankens über die eigene Hand mehr, weshalb er auch Radierungen bevorzugt; gleichwohl er den neuen Techniken nicht abgeneigt ist.

### Bilder (Auswahl)

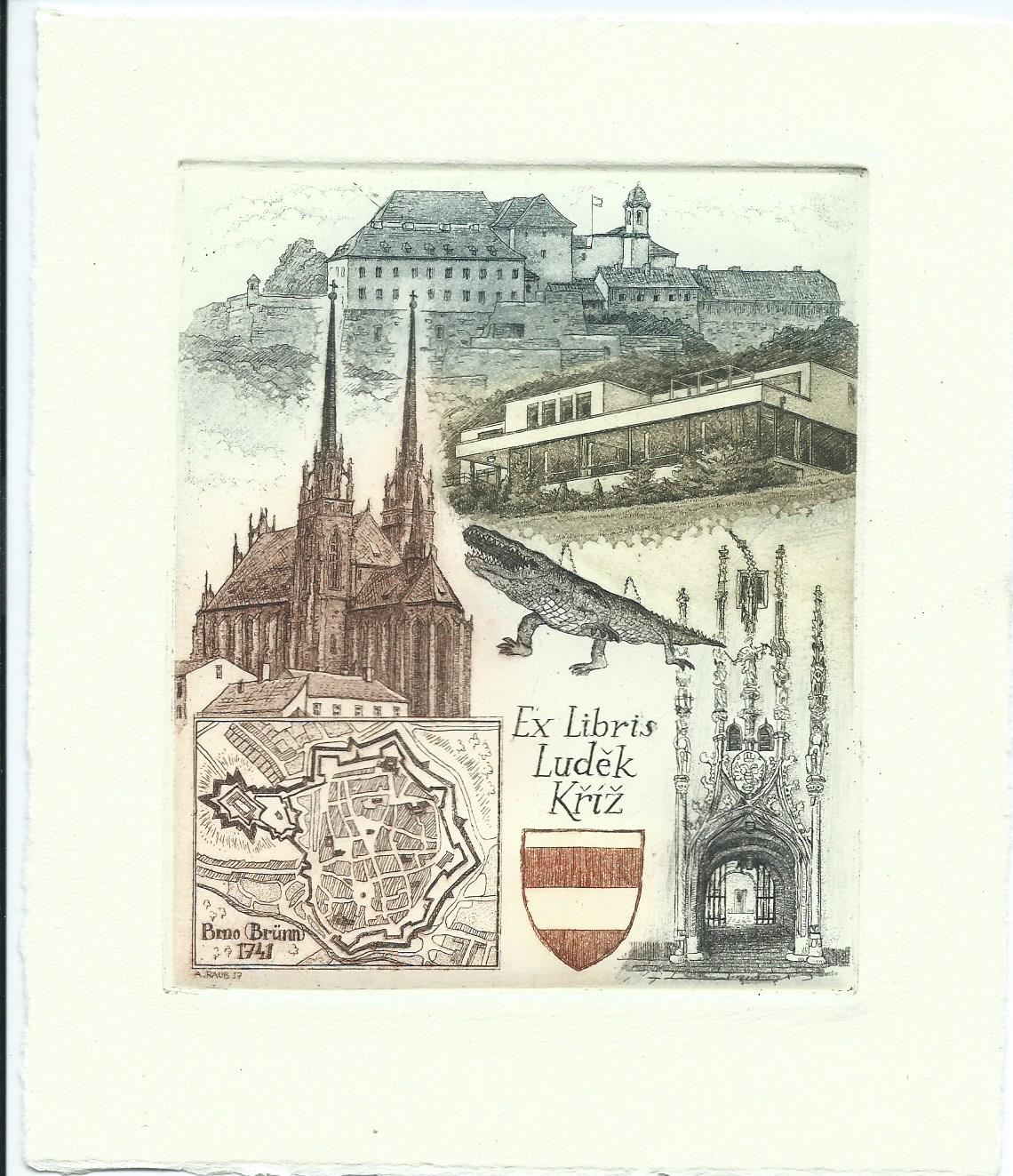
Ansicht von Brünn
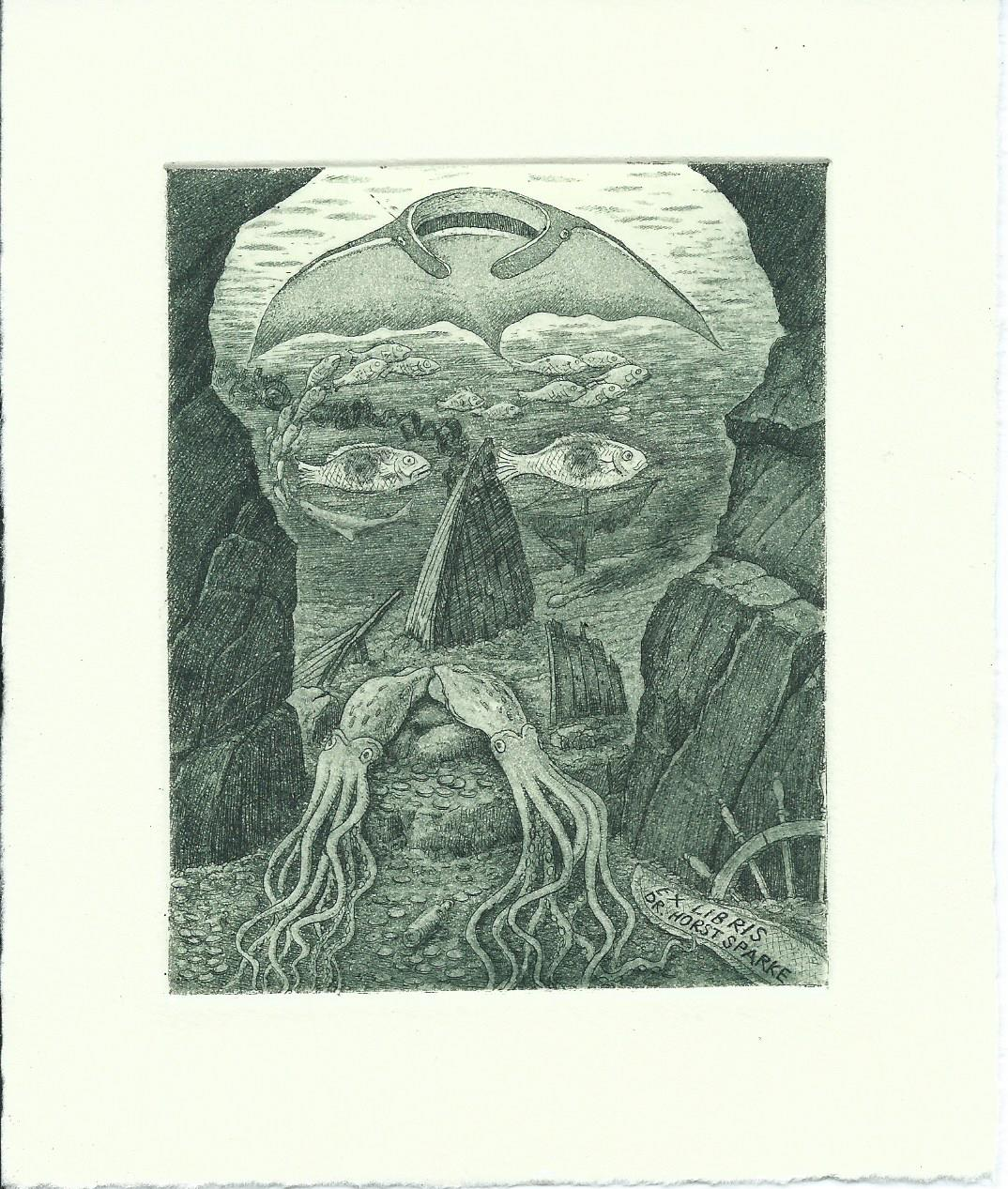
Der Geist des Kapitäns

### Illustrationen
- Annette von Droste-Hülshoff: Wie eine Mücke nach dem Licht. Mandragora, Münster 1993, ISBN 3-924987-13-0 (Schrift und Illustrationen – 2., erw. Aufl. 1998).
- Anneliese Raub: Wie eine Mücke nach dem Licht. Gedichte von Annette Droste-Hülshoff (= Wege zur Literatur und Geschichte. Band 1). Wittal, Münster 1993, ISBN 3-922835-34-1 (Schrift und Illustrationen).
- Echnaton: Sonnengesang. Wiedergegeben von Kurt Sethe. Ed. Depping, Münster 1997, DNB 951452827.
- Anneliese Raub (Hrsg.): Merkwürdiges Münsterland. Aschendorff, Münster 2000, ISBN 3-402-05368-3.
- Willi Husmann: Van’t Höltken op’t Stöcksken. Sprichwörter und Redensarten in Platt mit Erläuterungen in Deutsch. Ardey, Münster 2008, ISBN 978-3-87023-326-6.

### Monografien
- mit Andrea Gabriele Fritz: Erde singe. Ein Garten für unsere Kirche. Dialogverlag, Münster 2007, ISBN 978-3-937961-33-0.
- 50 aus 500. Exlibris und Gelegenheitsgrafik von Andreas Raub 2005-2019. Bildband. Utz Benkel, Berlin 2019, ISBN 978-3-9818006-5-4.
- mit Karsten Weber: Dahinter geblickt. Für Kinder und Eltern. Dortmunder Buch, Dortmund 2020, ISBN 978-3-945238-47-9.
- Von Aachen bis Zürich. Europäische Städte in Kleingrafiken. Dortmunder Buch, Dortmund 2021, ISBN 978-3-945238-58-5.
- mit Wilfried Grewing: Lüdinghauser Historienbilder. Bildband. Dortmunder Buch, Dortmund 2022, ISBN 978-3-945238-73-8.